# Isla Hakata
La isla Hakata (伯方島 Hakata-jima?) es una isla japonesa habitada del archipiélago Geiyo (芸予諸島 Geiyo-shotō?) en el mar Interior de Seto. Está localizada en el norte de la prefectura de Ehime y se encuentra al sureste de la isla Oomi.

## Características
Tiene una superficie de 20,84 km² y una costa de 53,5 km. El punto más alto de la isla corresponde al monte Hoko (宝股山 Hōko-san?), de 304 m. Otro monte importante es el monte Hiraki (開山 Hiraki-yama?), un lugar predilecto para apreciar las flores de sakura /cerezo).
La isla conformaba el pueblo de Hakata del extinto distrito de Ochi, pero el 16 de enero de 2005 es absorbida, junto a otras localidades del mismo distrito, por la ciudad de Imabari. Está comunicada a las islas de Honshū (本州 Honshū?) y Shikoku mediante la autovía de Nishiseto, al cual se accede desde el intercambiador Hakatajima ubicado al sur de la isla.
Cuenta con cuatro astilleros navales y es conocida como la isla del comercio marítimo y los astilleros. Además esta isla es famosa por ser el lugar de origen de la marca Sal de Hakata (伯方の塩 Hakata-no-shi'o?).
Los estrechos que forma con otras islas son famosas por sus corrientes rápidas, entre las que se destacan el Funaori Seto (船折瀬戸?) que forma con la isla de Ōshima y el Hanakuri Seto (鼻栗瀬戸?) que forma con la isla Ōmi. Además estos estrechos están atravesados por el gran puente Hakata-Ōshima y el puente de Ōmishima, respectivamente.